# Eugen Drewermann
Eugen Drewermann (ur. 20 czerwca 1940 w Bergkamen) – niemiecki teolog, psychoanalityk, filozof egzystencjalista, pisarz, były ksiądz wyznania rzymskokatolickiego, badacz i krytyczny interpretator tekstów biblijnych, pacyfista.

## Życiorys
Jego ojcem był górnik wyznania ewangelickiego a matką katoliczka. Dorastał wśród dwojga rodzeństwa w westfalskiej gminie Bergkamen. W latach 1959–1965 studiował filozofię w Münster i teologię katolicką w Paderborn. W 1966 roku otrzymał święcenia kapłańskie. Pracował jako duszpasterz studencki w Getyndze; od 1974 roku był wikariuszem w parafii św. Jerzego w Paderborn. Od 1968 roku zaczął się kształcić w neopsychoanalizie. W 1978 roku habilitował się z teologii katolickiej pracą na temat struktury zła w jahwizmie i otrzymał misję nauczania dogmatyki. Jako docent prywatny wykładał historię religii i dogmatykę na wydziale teologicznym w Paderborn. Mieszka w typowym bloku, żyjąc skromnie w mieszkaniu w którym znajdują się symbole chrześcijaństwa i buddyzmu. Dochody, jakie osiąga głównie ze sprzedaży książek, przeznacza na pomoc głodującym dzieciom w Egipcie.
W październiku 1991 roku arcybiskup Paderborn Johannes Joachim Degenhardt odebrał mu pozwolenie nauczania teologii katolickiej, a w styczniu 1992 pozbawiony został pozwolenia na wygłaszanie kazań. W marcu 1992 roku został ukarany suspensą za głoszenie odbiegających od doktryny katolickiej poglądów w dziedzinie teologii moralnej i egzegezy.
20 czerwca 2005 roku, w 65. urodziny, Drewermann wystąpił z Kościoła katolickiego. Fakt ten ujawnił w grudniu tego roku w wywiadzie telewizyjnym. Od 13 grudnia 2005 roku wykłada na uniwersytecie w Paderborn, pracuje jako pisarz, mówca i duszpasterz.

## Poglądy
Eugen Drewermann pod wpływem psychologii analitycznej Carla Gustava Junga i psychoanalizy Sigmunda Freuda interpretuje teksty biblijne przede wszystkim w perspektywie psychologii głębi. Na ten temat napisał książkę pt. Tiefenpsychologie und Exegese (1988). W późniejszych latach przeniósł punkt ciężkości swej interpretacji tekstów biblijnych na Freuda.
Neguje cud jako ingerencję Boga w naturę, a w sprawie poczęcia Jezusa Chrystusa, jednoznacznie stwierdza, Jezus został poczęty i zrodzony jak każdy człowiek. Podważa sens istnienia kleru i celibatu, argumentując, Jezus nie ustanowił kapłaństwa, a już na pewno kapłaństwa z celibatem.
W książce pt. Kler. Psychogram ideału (1989) dał wyraz poglądowi, że celibat szkodzi zdrowiu księży katolickich, sprawiając, iż padają oni ofiarą nerwicy – wielu jego współbraci odebrało to jako „kalanie własnego gniazda”. Korzystając ze swego doświadczenia psychoanalityka, Drewermann postawił Kościołowi klerykalnemu poważną diagnozę i zauważył, że albo nastąpi jego gruntowna reforma, albo instytucja ta straci prawo bytu w świecie współczesnym. Opowiadał się za ujawnieniem wszelkich patologii wewnętrznych, wzywał do otwartej dyskusji, porzucenia obłudy i przymusu. Twierdził, że uleczyć go może tylko światło świadomości, samokrytyka.
Jest wegetarianinem, obrońcą zwierząt i przeciwnikiem wyrębu puszczy brazylijskiej. Podobnie jak ekolog Lynn White uważa, że chrześcijaństwo jest przyczyną zagłady ekologicznej na ziemi, bowiem pozbawiło przyrodę sakralności, przekazując ją w ręce ludzi. Uważa, że wraz z przyjściem misjonarzy chrześcijańskich rozpoczęło się powolne konanie ziemi, w tym wycinka nawet świętych dębów. Gdy w wywiadzie udzielonym tygodnikowi „Der Spiegel” zakwestionował dogmat Niepokalanego Poczęcia, uniemożliwiono mu prowadzenie wykładów na katolickich uczelniach. W związku z tym prowadzi wykłady na uniwersytetach państwowych.

## Krytyka
Zarzuca się Drewermannowi, że stale przewijającym się motywem jego dzieła są – zapożyczone z melancholijnej perspektywy Kierkegaarda – lęk i rozpacz; to właśnie na podstawie tych podstawowych uczuć Drewermann interpretuje zjawisko zła, próbując podać receptę jego przezwyciężenia. Dla zwolenników psychologii głębi ta właśnie perspektywa jest decydująca i stanowi o psychologiczno-terapeutycznym znaczeniu chrześcijaństwa. W książce pt. Heilende Religion – Überwindung der Angst Drewermann omawia pojęcie wiary jako biegun przeciwny nie niewiary, lecz właśnie „lęku ludzkiego”.
Od wielu lat Drewermann zajmuje się interpretacją z perspektywy psychologii głębi i religii bajek (zwłaszcza braci Grimm).

## Publikacje książkowe wydane w języku polskim
- 1991 Nowe czasy Jeremiasza. Wydawnictwo: Sokrates
- 1995 Droga serca. Warszawa: Wydawnictwo W.A.B.
- 1996 Chrześcijaństwo i przemoc. Kraków Zakład Wydawniczy Nomos
- 1996 Istotnego nie widać. Rzecz o „Małym Księciu”. Warszawa: Wydawnictwo W.A.B.
- 1997 W obronie indywidualności. Dwa eseje o Hermannie Hessem. Warszawa: Wydawnictwo KR
- 2000 Zstępuję na barkę słońca. Gdynia: Wydawnictwo Uraeus
- 2002 Kler. Psychogram ideału. Gdynia: Wydawnictwo Uraeus[12].

## Dzieła
- 1978: Strukturen des Bösen (habilitacja)
- 1981: Das Mädchen ohne Hände
- 1982: Psychoanalyse und Moraltheologie (3 t.)
- 1984: Das Eigentliche ist unsichtbar. Der kleine Prinz tiefenpsychologisch gedeutet
- 1987–1988: Das Markusevangelium
- 1988: Tiefenpsychologie und Exegese
- 1989: Kleriker: Psychogramm eines Ideals
- 1989: Ich steige hinab in die Barke der Sonne. Meditationen zu Tod und Auferstehung
- 1991: Die Spirale der Angst. Der Krieg und das Christentum
- 1992: Giordano Bruno oder Der Spiegel des Unendlichen. Roman
- 1992: Wenn der Himmel die Erde berührt. Meditationen zu den Gleichnissen Jesu
- 1992: Die Botschaft der Frauen. Das Wissen der Liebe.
- 1992: Lieb Schwesterlein, laß mich herein – Grimms Märchen tiefenpsychologisch gedeutet
- 1992: Rapunzel, Rapunzel, laß dein Haar herunter – Grimms Märchen tiefenpsychologisch gedeutet.
- 1992–1995: Das Matthäusevangelium
- 1993: Dogma, Angst und Symbolismus
- 1993: Laßt Euch die Freiheit nicht nehmen! (mit Herbert Haag) ISBN 3-545-24110-6.
- 1997: Das Johannesevangelium
- 1998: Daß auch der Allerniedrigste mein Bruder sei. Dostojewski – Dichter der Menschlichkeit
- 2001: Wozu Religion? Eugen Drewermann im Gespräch mit Jürgen Hoeren
- 2002: Im Anfang..., Glaube in Freiheit, t. 1-6
- 2003: Religiös bedingte neurotische Erkrankungen
- 2003: Aschenputtel
- 2003: Der Froschkönig
- 2003: Eugen Drewermann – Rebell oder Prophet? Der unbequeme Theologe im Gespräch mit Felizitas von Schönborn
- 2004: Hänsel und Gretel
- 2004: Moby Dick
- 2004: Wenn die Sterne Götter wären. Moderne Kosmologie und Glaube. Im Gespräch mit Jürgen Hoeren. Herder, ISBN 3-451-28348-4.
- 2005: Dornröschen
- 2006: Heilende Religion – Überwindung der Angst
- 2006: Atem des Lebens – Band 1: Das Gehirn. Die moderne Neurologie und die Frage nach Gott. Patmos, ISBN 3-491-21000-3.
- 2007: Atem des Lebens – Band 2: Die Seele. Die moderne Neurologie und die Frage nach Gott. Patmos, ISBN 3-491-21001-1.
- 2007: Die Rechtlosigkeit der Kreatur im christlichen Abendland oder: von einer wichtigen Ausnahme, ISBN 978-3-89131-417-3.

## Prace innych autorów
- 2010: Beier, Matthias. Gott ohne Angst: Einführung in das Denken Drewermanns. Patmos, Düsseldorf. ISBN 3-491-72543-7.